# Guy Williams
Armando Joseph Catalano (Manhattan, Nueva York, 14 de enero de 1924-Recoleta, Buenos Aires, 30 de abril de 1989), conocido artísticamente como Guy Williams, fue un actor de cine y televisión estadounidense, de ascendencia italiana. Fue famoso (especialmente en América Latina) por interpretar el personaje del Zorro en la clásica serie homónima de Disney, al igual que otros héroes de televisión en los años cincuenta y sesenta. Posteriormente, apareció en cinco episodios de Bonanza, en 1964, interpretando al primo mexicano Will Cartwright. En Estados Unidos es principalmente recordado por su participación en la famosa serie Perdidos en el espacio, donde interpretaba al profesor John Robinson, padre de familia.
Durante la segunda mitad de su carrera, residió y trabajó mayormente en Argentina, donde se lo consideraba un ídolo popular y uno de los galanes que más ha logrado cautivar a mujeres y hombres de ese país. En la década de los sesenta, muchas madres argentinas ponían el nombre de «Diego» a sus hijos debido a la fuerte atracción que despertaba en ellas su personaje en El Zorro. Vivió sus últimos años en Recoleta, un exclusivo barrio de la ciudad de Buenos Aires, donde falleció inesperadamente a los sesenta y cinco años.

## Biografía

### Infancia y estudios
Guy Williams nació en Washington Heights, en la isla de Manhattan (dentro de la ciudad de Nueva York). Sus padres Attilio y Clara habían migrado desde Mesina, una ciudad de Sicilia (Italia), debido a la pobreza. Attilio era hijo de un maderero; trabajando como vendedor de seguros logró comprar un lote de tierra en Nueva Jersey. Williams (a quien sus padres llamaban con el nombre italiano Armando) creció en el barrio Little Italy (pequeña Italia), de Manhattan. Cuando tenía siete años empezó a aprender esgrima con su padre, quien era un experto por una tradición heredada de sus ancestros italianos.
En la Escuela Pública 189 de la ciudad de Nueva York, Williams se destacó en matemáticas. Hizo la secundaria en la escuela George Washington High School, donde ocasionalmente trabajó en la cafetería. Luego fue a la academia militar Peeskill, pero nunca mostró demasiado interés por el estudio. Sus intereses eran el fútbol americano y el ajedrez, y siempre se esforzó por conseguir trabajo en los meses de vacaciones.

### Primeros pasos
Williams, de 1,90 m de estatura, quería ser actor. Cuando decidió abandonar la academia, su madre (que más tarde sería ejecutiva en una empresa de películas extranjeras) se sintió desalentada, ya que esperaba que su hijo fuera vendedor de seguros, una carrera tradicional.
Después de trabajar como soldador, tenedor de libros e inspector de partes de aviones, Williams fue vendedor en el departamento de maletas de Wanamakers. Mientras tanto envió sus fotos a una agencia de modelos. Encontró un relativo éxito en la prensa gráfica: sus fotos aparecían en revistas (como Harper's Bazaar o True Romance), periódicos, y cubiertas de libros, propagandas comerciales (como los colchones Simmons Beautyrest, donde se le ve durmiendo plácidamente, o copas y vasos Heisey, o lociones Jergens), empezó a recibir buena paga y se volvió bastante famoso. Cuando un director se negó a aceptarlo por su aspecto latino, su agente, en ese momento Henry Wilson, le cambió el nombre de Armand Catalano al de Guy Williams. En 1946 (a los 22 años de edad) consiguió un contrato por un año de la MGM, y se mudó a Hollywood. Solo interpretó pequeños papeles, y al finalizar el período volvió a Nueva York.
En 1948, para hacer un comercial de cigarrillos, Guy Williams hizo un extenso viaje de filmación (donde debía esquiar) acompañado de Janice Cooper, una hermosa modelo publicitaria de Powers. Durante las largas sesiones fotográficas se enamoraron y se casaron apenas volvieron a Nueva York, el 8 de diciembre de 1948. Tuvieron dos hijos: Guy Steve Catalano (Guy Williams Jr., 18 de diciembre de 1952) y AntoinetteTony Catalano (1958).
En 1950, Guy Williams empezó a filmar sus primeros comerciales de televisión, por lo que se volvió muy popular. Su padre murió en 1951, por lo que no pudo ver el ascenso de su hijo a la fama. Williams obtuvo otro contrato por un año en Universal Studios en 1952 y se volvió a mudar a Hollywood, esta vez con su familia.

### Principios en Hollywood (1952 a 1957)
Guy Williams hizo pequeños papeles de reparto en las producciones de la Universal Studios:
- Bonzo goes to college, como Ronald Calkins
- The Mississippi gambler, como André
- The golden blade, como un poblador de Bagdad
- The man from The Alamo, como un sargento
- Take me to town, como un pequeño héroe.

En 1953, Williams sufrió un accidente serio: se cayó de un caballo y fue arrastrado más de 200 metros, lo que le dejó una larga cicatriz en el hombro derecho. Debido a eso retornó a Nueva York (actuando y posando como modelo allí) ya pensando en abandonar su carrera. Ese mismo año dejó la Universal y se volvió un actor independiente para películas producidas por Allied Artists y Warner Brothers.

### El Zorro(1957-1959 / 1960-1961)
Tuvo que pasar casi una década para su gran oportunidad como estrella de la clásica serie de la compañía Walt Disney, El Zorro (1957-1959). Este papel le granjeó una gran fama como héroe romántico y espadachín. El origen del programa se dio cuando la Compañía Disney llevó a cabo un casting para una nueva serie de televisión basada en el personaje creado por Johnston McCulley. El Zorro ya era famoso en la pantalla tanto por la película protagonizada por Douglas Fairbanks como por la de Tyrone Power.
Para realizar el Zorro se necesitaba que el actor fuera atractivo, con un aire latino y con alguna experiencia en esgrima. El mismo Walt Disney entrevistó a Guy Williams (de 33 años de edad), e inmediatamente le pidió (cómicamente) que se dejara «un bigotito no muy largo ni muy grueso». El pago que pidió Williams era muy alto (2500 dólares a la semana), pero se le otorgó. Williams retomó su entrenamiento profesional de esgrima con el campeón belga Fred Cavens (que también había entrenado a Douglas Fairbanks, Errol Flynn y Tyrone Power), ya que —según el pedido de Walt Disney— en el programa utilizarían espadas reales sin protección.
Disney le ordenó que —para interpretar al Zorro a la perfección— tomara clases de guitarra con el famoso Vicente Gómez, 
La serie, con episodios de media hora, finalmente debutó en la red televisiva American Broadcasting Company el 10 de octubre de 1957. Tuvo un instantáneo éxito en EE. UU., alcanzando el ráting más alto hasta ese momento en un programa de televisión.
Williams utilizaba un caballo negro (llamado Tornado en los cómics), pero en una filmación donde había disparos, el animal cayó en un barranco y tuvo múltiples fracturas, por lo que tuvo que ser sacrificado. Después del accidente con el primer Tornado, trabajó con dos caballos. Uno era fantástico en las escenas de corridas, pero no le gustaba saltar. Tampoco le gustaban los primeros planos, cuando el Zorro hablaba con el sargento García, Tornado quitaba la cabeza y la escondía hacia atrás. Entonces tuvieron que usar otro caballo negro más fotogénico.
Hubo también un caballo blanco llamado Phantom (Fantasma), debido a que el director pensaba que para las escenas en la oscuridad, el Tornado negro prácticamente se hacía invisible. Pero este Fantasma no duró mucho tiempo, y volvieron al Tornado negro. El show duró 78 episodios (dos temporadas, del 1957 a 1959) y una película editada de los episodios de televisión: La marca del Zorro (1958). El tema musical (compuesto por Norman Foster y George Burns, y cantado por The Chordettes (‘los acordecitos’) alcanzó el número 17 en el hit parade.
Williams no hacía las escenas de peligro, pues en caso de lastimarse hubiera demorado la producción de la serie. Entonces, mientras él grababa en estudio, su doble hacía las escenas de cabalgatas entre las montañas, en exteriores.
Esta serie creó una verdadera epidemia de Grafitis de la letra Z en los pupitres de las escuelas en todo Estados Unidos. Se pueden ver ejemplos de estos en los escritorios y mesas de esa época.
Problemas contractuales y personales entre Disney y la cadena televisiva hicieron que la exitosa serie se cancelara.
Cuando terminó la serie, Williams hizo otras dos películas:
- Damon and Pythias (una producción de la MGM en Italia en 1962, dirigida por Curtis Bernhardt), donde hizo de Damón, quien ofrece su vida como garantía por la palabra de su amigo Fitias, que había sido condenado a muerte por cuestiones políticas.
- Captain Sindbad (una superproducción de la MGM, filmada en Alemania en 1962, dirigida por el director estadounidense de aventuras Byron Haskin), basada en el cuento clásico de Las Mil y Una Noches, donde Williams hace de Simbad el marino.

Más tarde Williams describiría esta época como «uno de los mejores momentos de mi vida».

### Bonanza(1964)
En 1964, ya de vuelta en los Estados Unidos realizó algunos trabajos menores, como su aparición en varios episodios de la serie de televisión Bonanza (1959-1973), como el primo mexicano Will Cartwright. Williams abandonó la serie al terminarse su contrato, después de cinco episodios.
Los cinco episodios de Bonanza donde apareció Guy Williams fueron:
- Return to Honor
- The Roper
- The Companeros
- The Pressure Games
- Triangle

### Perdidos en el espacio(1965-1968)

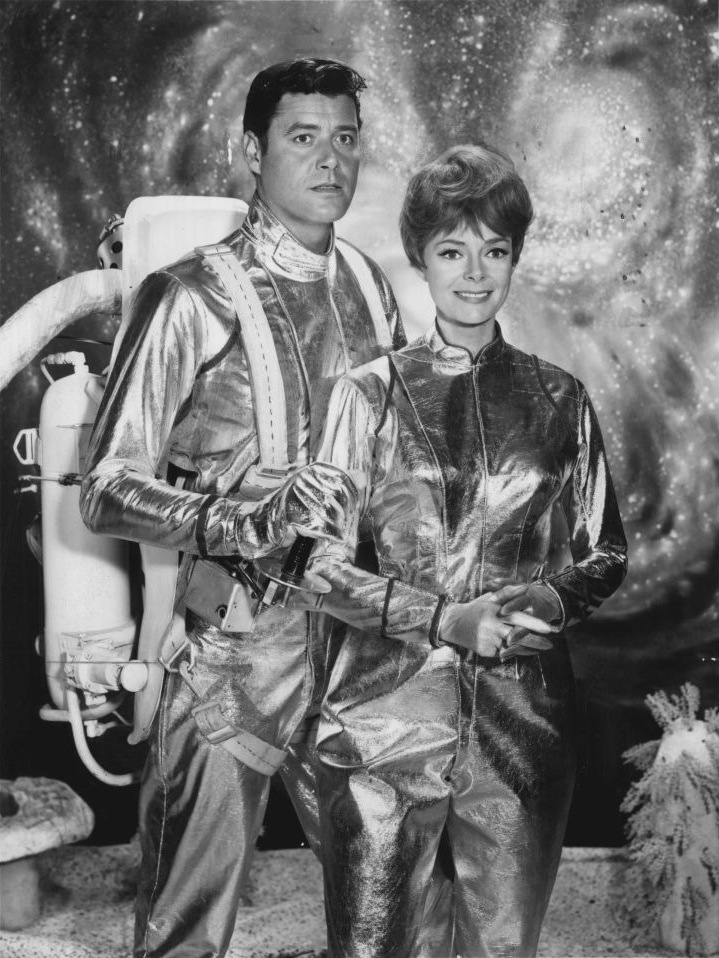
Guy Williams y June Lockhart en la serie de televisión Lost in Space (Perdidos en el espacio).

En 1965 se le ofreció el papel del profesor  John Robinson en el programa televisivo de ciencia ficción Perdidos en el espacio (1965-1968), en inglés Lost In Space, de la red CBS. El profesor Robinson era experto en astrofísica, geología y ministro religioso, y comandaba la misión de la nave Júpiter 2 con su familia en un viaje para colonizar el sistema planetario de Alfa Centauro (la estrella más cercana al sistema solar).
La serie presentaba una gran cantidad y calidad de producción artística, a pesar de que no poseía ninguna pretensión científica. Se basaba principalmente en las divertidas aventuras de la familia (incluyendo hippies espaciales y zanahorias inteligentes). La serie catapultó y encasilló a Jonathan Harris, el memorable doctor Smith.
Dos elementos memorables de la serie eran los avisos de peligro «¡Danger, Will Robinson!», del androide Modelo-B9, y también la clásica canción de la serie, compuesta por John Williams (quien también compuso la música de fondo de los episodios). La actuación de Williams en esa serie fue más bien cosmética, no proyectándose del todo en ella.

### Primera visita a Argentina (1973)
Williams lucía siempre un temperamento franco y abierto, era un gran conocedor de vinos, entusiasta del ajedrez y la esgrima y muy aficionado a viajar. Desde 1969, al finalizar la serie, se sintió decepcionado al ver que no se materializaba ninguna oferta de trabajo. Entonces decidió retirarse para disfrutar su pequeña fortuna conseguida mediante la inversión en varios negocios.
Desde el 2 de enero de 1968, el Canal 13 de televisión de Buenos Aires (Argentina) emitió El Zorro todos los días de 19:00 a 19:30, con un gran éxito. En 1970, en las jugueterías y los kioscos de todas las provincias de Argentina se vendían muñequitos, disfraces y toda clase de objetos relativos al Zorro. El canal tuvo la idea de presentar a Guy Williams, con la idea de hacer un programa especial y hacerlo participar en varios programas para niños.
El periodista porteño Leo Gleizer fue el encargado de viajar a EE. UU. para hacer los contactos:

Cuando llegué a Nueva York era muy difícil saber dónde viviría Williams. Después de varias investigaciones fallidas, se me ocurrió buscar en el directorio telefónico. Cuál no sería mi sorpresa al ver que mi Guy Williams vivía en California. Lo llamé y me respondió una mujer (Janice, esposa de Williams). Hablé con él, diciéndole que había venido desde Argentina para buscarlo y que me parecía que a él le iba a atraer la idea. Me dijo que fuera a verlo a su casa en California. Me fue a buscar al aeropuerto. Cuando lo vi sin bigote, le sugerí que se lo dejara crecer. Quince días después de esa primera llamada, fuimos a Buenos Aires.

La llegada al Aeropuerto Internacional Ministro Pistarini de Ezeiza, el domingo 1 de abril de 1973 fue apoteósica. Varios miles de niños con sus padres saludaron al actor. Guy accedió a disfrazarse del Zorro en varios programas de Canal 13 (algo que en EE. UU. había rechazado enfáticamente) y a hacer una pequeña exhibición de esgrima en el programa Teleshow (Canal 13, lunes a viernes de 14:30 a 17:00) conducido por Víctor Sueiro.
Fue tal el éxito de la presentación en el programa de Sueiro que el departamento de vestuario del canal confeccionó un traje semejante al de la popular serie, con el que Williams se presentó además en Porcelandia (los miércoles de 21:30 a 22:30), donde Jorge Porcel tenía un sketch llamado «El Sorro con S»; en este programa necesitaban recrear una escena de esgrima. El contendiente de Williams era el jovencísimo campeón argentino de esgrima Fernando Lupiz (quien en 2005 presentó un programa diario de televisión donde enseñaba esgrima y exhibía dibujos animados del Zorro), quien estaba por cumplir 20 años de edad.
Cada programa donde aparecía Williams alcanzaba más de 40 puntos de rating, por lo que se planeó otro viaje ese mismo año.

### Segunda visita a Argentina (1973)
El sábado 14 de julio de 1973 Guy Williams realizó su segunda visita a la Argentina. Unas 3000 personas (entre niños y adultos) se amontonaron en la pista de aterrizaje del aeropuerto internacional de Ezeiza, al grito de «¡Zorro, Zorro!», esperando la llegada del vuelo 201 de Pan Am. Primero bajó Williams y su esposa Janice, quienes fueron recibidos por Leo Gleizer, el periodista que había concretado el primer viaje de Williams a la Argentina.
De repente se escuchó un atronador rugido de la multitud: a la portezuela del avión se asomó el barítono lírico y actor Henry Calvin —el obeso sargento Demetrio López García de la serie El Zorro—, quien fue reconocido a pesar de su apariencia demacrada (tenía un cáncer de garganta no diagnosticado). Cuando le preguntaron cómo había dejado de ser gordo, Calvin dijo que se había propuesto bajar 80 kilos, y lo había logrado. Había comenzado su carrera en los años treinta como cantante (tenía una voz de barítono, que alguna vez mostró en El Zorro).
El canal destinó a una asistente, una traductora y un chófer para atenderlos. Ese día cenaron en un carrito de la costanera sobre el Río de la Plata. El miércoles asistieron a una tanguería. Allí Williams probó el mate, mientras su compañero seguía bebiendo cerveza y vino blanco mendocino. Ambos coincidieron en las comidas: el lechón adobado fue el plato preferido. También visitaron escuelas y hospitales públicos, donde firmaron autógrafos para los niños. Durante esta estancia, el Zorro peleó un duelo en el Circo Mágico de Carlitos Balá y fue visto por primera vez en el show de Mirtha Legrand, lo cual se repetiría a lo largo de los años.
Calvin lo acompañó al canal 13, donde hicieron un show (cada uno con su disfraz). Guy y Henry volvieron a California, donde Guy siguió manejando su empresa de elaboración de panetone (pan dulce).

### Tercera visita a Argentina y gira circense por América (1979)
La tercera visita fue en diciembre de 1974, esta vez solo y de incógnito. En 1979 Guy Williams retornó a Buenos Aires, no por un contrato con el Canal 13, sino para producir sus propios shows. Se había separado de su esposa, y su nuevo compañero era ahora Fernando Lúpiz (26), disfrazado como el Capitán Monasterio. Aunque llevaba un bigote como su personaje, el muchacho era demasiado joven para el papel. Para promover el espectáculo, el Zorro apareció en los programas Patolandia (protagonizado por el cómico Pato Carret) y el Capitán Piluso (protagonizado por el cómico Alberto Olmedo). Williams presentó su show durante dos meses en todo el país, con excelentes críticas.
Este show se presentó en varios circos, donde se reservaba para el gran final al personaje que todos los niños argentinos querían ver en persona. En la arena, el presentador lo anunciaba con pompa. Aparecía el Zorro (que, con su 1,90 m de estatura, era mucho más alto de lo que esperaban) en su caballo negro, saludando con la mano derecha alzada. Después de unas palabras, aparecía el capitán Monasterio (Lúpiz), comenzando la pelea, que duraba varios minutos, con la esperada victoria de Williams. La participación del Zorro era corta, de aproximadamente 15 minutos, pero todos los presentes estaban maravillados de ver a su héroe (cuyas aventuras seguían a diario a través de la pantalla chica). En la avenida Sarmiento había un gigantesco cartel publicitario con la silueta del ídolo y una letra Z.

### Película cancelada con Palito Ortega
En 1977, los productores Carlos Montero (de canal 13) y Enrique García Fuertes anunciaron el proyecto El Zorro y su hijo, una película que protagonizarían Williams y Lúpiz. En esta época, el productor Carlos Patiño comenzó las negociaciones para contratar al Zorro para el circo Real Madrid de los hermanos Seguras, un espectáculo en el que se acostumbraba a ver figuras famosas. El Real Madrid fue el mayor éxito en Mar del Plata durante 1977 y 1978. De diciembre de 1977 a marzo de 1978, 250 000 personas aplaudieron al Zorro en persona.
La fiebre del Zorro no se acababa. Williams hizo muchos amigos argentinos, y estaba encantado con el país. El proyecto de la película se volvió una obsesión para Guy. Había comenzado como un proyecto secundario, pero pronto Williams se dio cuenta de que sería la resurrección de su carrera. Empezó a trabajar en el guion y los escenarios. Su intención era usar sitios naturales reales de Argentina. El título provisional de la historia era Zorro. El proyecto era muy ambicioso, estimado en dos millones de dólares, demasiado caro para la inestable economía de Argentina, pero él insistía en que se vería al mismo tiempo en 65 países.
El único que podía financiar la película era el cantante y actor Palito Ortega. "El Rey" Ortega hizo muchos cambios al guion y a los sitios de filmación que había elegido Williams. Ortega también ordenó que el papel de Bernardo lo hiciera Carlitos Balá. También se había decidido que el papel del capitán Monasterio sería del actor argentino Alfredo Alcón (y no de su compañero Lúpiz). Para Guy esto fue demasiado, no porque no le gustaran Balá o Alcón, sino porque veía desaparecer su trabajo de tres años bajo los deseos de Ortega. De esta forma el proyecto quedó abortado.
Sin el filme, Williams no tenía nada que hacer en Buenos Aires y volvió a California a principios de los años ochenta. El guion del proyecto puede verse en el Museo del Cine de Buenos Aires.
Debido a un error de traducción de una página web, se ha reproducido en varios portales que la película que Guy Williams y Fernando Lúpiz iban a filmar en la Argentina se llamaría "El Rey", para evitar problemas legales. Ello es inexacto. El texto original de la referida página web decía que "El Rey" Ortega hizo muchos cambios en el guion (en alusión al conocido sobrenombre del cantante y productor argentino Ramón Ortega). Los traductores norteamericanos no entendieron esto y tradujeron como que la película se llamaría "El Rey". Vuelta a traducir al español, el error se repitió una y otra vez. La película se llamaría "El Zorro vivo o muerto", con argumento de Guy Williams, Araceli Lisazo, Doris Band y Juan Carlos Torres.

### Último viaje a Argentina y años finales (1980-1989)
Williams pronto volvió a la ciudad que le había abierto los brazos y lo había adoptado como un ídolo. En esta última etapa en Buenos Aires, Guy cultivó un perfil bajo. Sólo raramente salía una nota en la revista Radiolandia la cual afirmaba que El Zorro vivía en Buenos Aires. Le gustaba tomar café en La Biela, en el barrio de Recoleta, leyendo The Buenos Aires Herald. Se lo veía caminando desde el hotel Alvear al edificio donde vivía y donde todos lo conocían. Continuó haciendo amigos argentinos.
En 1983 Williams regresó a Los Ángeles para dos últimas apariciones en televisión. Se reunió con los otros miembros del reparto de Perdidos en el espacio, June Lockhart, Angela Cartwright, Bob May y Marta Kristen, y juntos participaron del programa de concursos Family Feud, compitiendo contra los miembros del reparto de La isla de Gilligan. Luego apareció como invitado en el programa Good Morning America.
Durante sus últimos años, Williams invirtió en propiedades en Argentina y gastó sus horas caminando o tomando café en los bares de la Recoleta. En el medio tuvo una embolia en 1983 de la que fue recuperándose lentamente, y después de la cual desistió de su intento de volver a Los Ángeles.

### Fallecimiento
En abril de 1989, mientras pasaba su vida en Buenos Aires, Guy Williams, quien contaba entonces 65 años de edad, repentinamente desapareció. El 6 de mayo de 1989 los vecinos —que habían notado su desaparición— llamaron a la policía, que ese mismo día forzó la entrada de su departamento en el exclusivo barrio de Recoleta, hallando su cuerpo sin vida. Había sufrido un aneurisma cerebral, aproximadamente una semana antes, el 30 de abril, mientras estaba solo en su apartamento de la calle Ayacucho 1964, y no sobrevivió. Ya había sufrido otro aneurisma con anterioridad en 1983, en California. 
Gracias a los esfuerzos de su amigo, el actor Fernando Lúpiz, sus restos quedaron dos años en el panteón de la Asociación Argentina de Actores (a pesar de la regla de que es solo para actores argentinos). En 1991 su hijo Steve recibió sus cenizas en California y cumplió el deseo de su padre de que fueran esparcidas en las montañas de California, en la playa de Malibú y en el océano Pacífico.

## Homenajes
En 2000, Guy Williams fue la primera celebridad local en el Paseo de la Fama del Bronx, en la ciudad de Nueva York. El 2 de agosto de 2001 Guy Williams fue incorporado en el Paseo de la Fama de Hollywood, en el número 7080 del bulevar Hollywood (esquina con La Brea), después de miles de peticiones de sus admiradores frente a la Cámara de Comercio de Hollywood, el año anterior. El 2 de agosto de 2002 la familia de Guy Williams le dedicó un banco en el Parque Central de Nueva York.
El 2 de agosto de 2003 la empresa Disney puso una placa conmemorativa en la mansión de la Misión San Luis Rey de Francia, en Oceanside, California, donde entre 1957 y 1959 se había filmado la serie del Zorro. Desde 1998 sus fanes hacen una campaña para que el Servicio Postal de Estados Unidos publique una estampilla conmemorativa del Zorro. La impresión fue cancelada en 2006 debido a cambios en los protocolos.

## Filmografía
| Año       | Trabajo                       | Papel                                       |
| --------- | ----------------------------- | ------------------------------------------- |
| 1953      | The Man from the Alamo        | Sargento                                    |
| 1955      | The Mickey Rooney Show        | Dr. Pierce                                  |
| 1955      | Seven Angry Men               | Salmón Brown                                |
| 1955      | El llanero solitario          | Sheriff Will Harrington                     |
| 1956-1957 | Patrulla de caminos           | Jerry March                                 |
| 1957      | I Was a Teenage Werewolf      | Oficial Chris Stanley                       |
| 1957-1958 | Men of Annapolis              | Mike / Steve Clay / Andy Kendall            |
| 1957-1959 | El Zorro                      | Don Diego de la Vega / Zorro                |
| 1957-1962 | Disneylandia                  | Zorro / Miles Hendon / Don Diego de la Vega |
| 1962      | El Príncipe y el Mendigo      | Miles Hendon                                |
| 1963      | Captain Sindbad               | Capt. Sindbad                               |
| 1964      | Bonanza                       | Will Cartwright                             |
| 1965-1968 | Perdidos en el espacio        | Prof. John Robinson                         |
| 1981      | Der Prinz und der Bettelknabe | Miles Hendon                                |